# Singles 1-12
Singles 1-12 è una compilation dei Melvins, pubblicata nel 1997 dalla Amphetamine Reptile Records in versione doppio CD. La compilation raccoglie tutti i 7" pubblicati dai Melvins nel 1996 per la Amphetamine Reptile Records. Durante quell'anno la band pubblicò un 7" al mese, con tiratura di sole 800 copie in tutto il mondo.

## Formazione
- Buzz Osborne - voce, chitarra
- Dale Crover - batteria
- Mark Deutrom - basso
- Lori Black - basso in Way Of The World e Theme
- Matt Lukin - basso in Forgotten Principles
- Mike Dillard - batteria in Forgotten Principles
- Rich Hoak - batteria in Zodiac
- Dan Lilker - basso on Zodiac
- Brent McCarty - chitarra in Zodiac
- Kevin Sharp - voce in Zodiac

## Lista tracce (disco uno)
1. Lexicon Devil (The Germs) - 1:42
2. Pigtro - 3:54
3. In The Rain - 1:30
4. Spread Eagle - 4:18
5. Leech (Mark Arm/Steve Turner) - 3:09
6. Queen - 3:13
7. Way Of The World (Flipper) - 3:58
8. Theme (Clown Alley) - 3:19
9. It's Shoved - 3:16
10. Forgotten Principles - 1:09
11. GGIIBBYY - 3:09
12. Theresa Screams - 4:13

## Lista tracce (disco due)
1. Poison (Wayne Kramer) - 3:33
2. Double Troubled - 5:15
3. Specimen - 6:45
4. All At Once - 3:28
5. Jacksonville - 7:36
6. Dallas - 6:14
7. The Bloat - 3:15
8. Fast Forward - 4:03
9. Nasty Dogs & Funky Kings (Frank Beard/Billy Gibbons/Dusty Hill) - 2:34
10. HDYF - 6:28
11. How-++-Harry Lauders Walking Stick Tree - 3:29
12. Zodiac (eseguita dai Brutal Truth) - 3:36